# Yucca periculosa
Yucca periculosa (Trivialname in anderer Sprache: Izote Yucca) ist eine Pflanzenart der Gattung der Palmlilien (Yucca) in der Familie der Spargelgewächse (Asparagaceae).

## Beschreibung
Die solitär, baumförmig und verzweigt wachsende Yucca periculosa erreicht Wuchshöhen von 4 bis 8 Metern. Die variablen Rosetten sind 30 bis 80 cm breit. Die flexiblen, glatten, grünen und 30 bis 70 cm langen Laubblätter bilden an den Blatträndern variable Fasern.
Der zwischen den Blättern beginnende, dichte Blütenstand wird 0,8 bis 1,2 Meter lang. Die duftenden, glockenförmigen Blüten weisen eine Länge von 3 bis 4,5 cm und einen Durchmesser von 2 bis 3 cm auf. Die sechs gleichgestaltigen Blütenhüllblätter sind weiß bis cremefarben. Die Blütezeit reicht von April bis Juli.
Yucca periculosa wird innerhalb der Gattung Yucca in die Sektion Yucca, Serie Treculianae eingeordnet. Sie ist verwandt mit Yucca mixtecana, Yucca filifera und Yucca decipiens. Jedoch hat Yucca periculosa weichere, variablere Blätter.
Bei trockenem Stand ist Yucca periculosa frosthart bis −15 °C.

## Verbreitung
Yucca periculosa wächst in Mexiko in den Staaten Puebla, Oaxaca, Veracruz und Tlaxcala in steinigem, hügeligem Gelände in Höhenlagen zwischen 1550 und 2350 Metern. Vergesellschaftet ist diese Art oft mit den Agavenarten Agave stricta, Agave peacockii, Agave kerchovei, Agave marmorata, Agave titanota, Agave triangularis und Agave salmiana sowie mit Arten der Gattung Lysiloma und verschiedenen Kakteenarten.

## Systematik
Die Erstbeschreibung durch John Gilbert Baker unter dem Namen Yucca periculosa ist 1870 veröffentlicht worden.

## Bilder
Yucca periculosa in Mexiko:

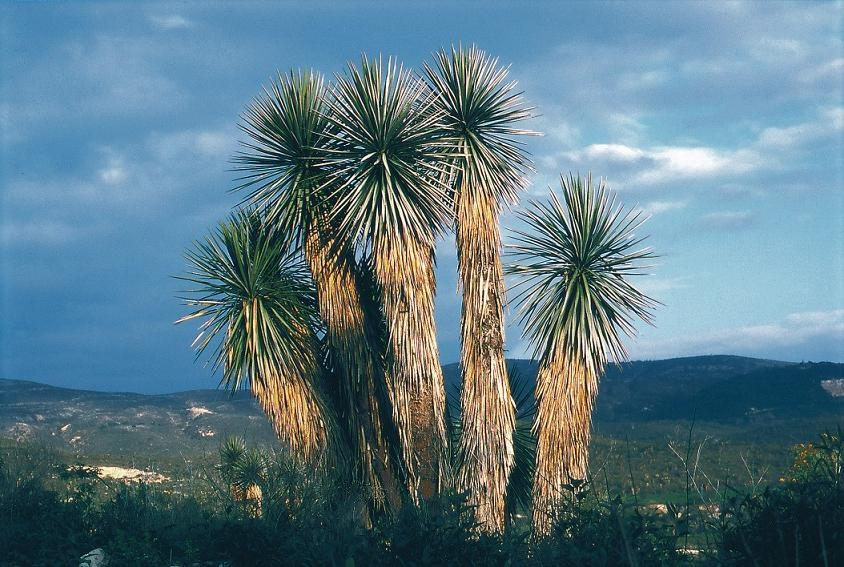
Kleine Gruppe in verschiedenen Altersstufen
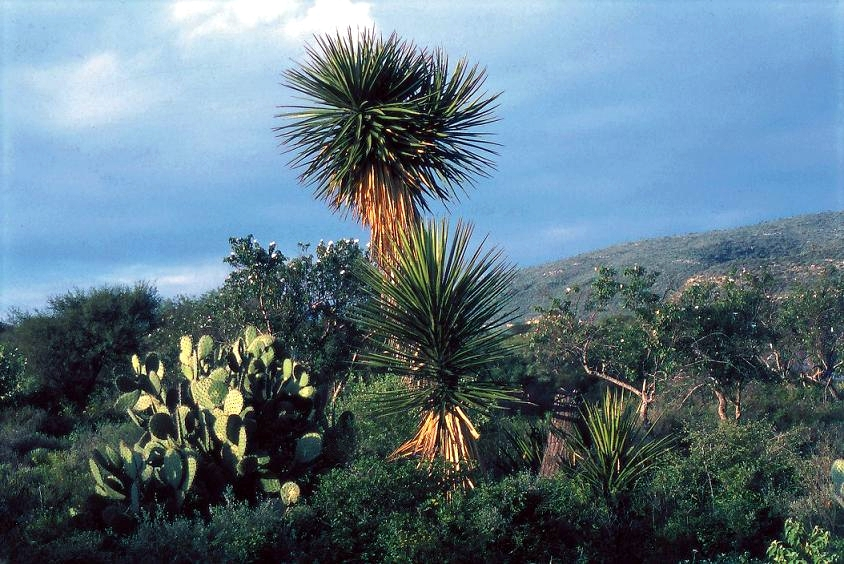
Mit den langen, dünnen, variablen Blättern